# Pierre Loisel
Pour les articles homonymes, voir Loisel.
Pierre Loisel, né le 6 mars 1998, est un escrimeur français.

## Biographie
Pierre Loisel est sacré champion de France de fleuret individuel en 2022.
Lors des championnats d'Europe d'escrime 2022, il remporte la médaille d'argent en fleuret par équipes.
Il est ensuite médaillé de bronze en fleuret par équipes aux Championnats du monde d'escrime 2022 au Caire.

## Palmarès
- Championnats du monde
  -  Médaille de bronze par équipes aux championnats du monde 2022 au Caire

- Championnats d'Europe
  -  Médaille d'argent par équipes aux championnats d'Europe 2022 à Antalya
  -  Médaille d'argent par équipes aux championnats d'Europe 2025 à Gênes

- Championnats de France
  -  Médaille d'or en individuel aux championnats de France 2022 à Antony
  -  Médaille d'argent par équipes aux  championnats de France 2022 à Antony
  -  Médaille de bronze en individuel aux championnats de France 2023 à Nantes
  -  Médaille de bronze par équipes aux championnats de France d'escrime 2024 à Melun